# Барчкув
Барчкув (пол. Barczków) — село в Польщі, у гміні Щурова Бжеського повіту Малопольського воєводства.
Населення — 112 осіб (2011).
У 1975-1998 роках село належало до Тарновського воєводства.

## Демографія
Демографічна структура станом на 31 березня 2011 року:
|          | Загалом | Допрацездатний вік | Працездатний вік | Постпрацездатний вік |
| -------- | ------- | ------------------ | ---------------- | -------------------- |
| Чоловіки | 56      | 15                 | 36               | 5                    |
| Жінки    | 56      | 9                  | 28               | 19                   |
| Разом    | 112     | 24                 | 64               | 24                   |